# أبو ياسر العيساوي
جابر سلمان صالح علي العيساوي الدليمي (المُكنَّى بـ "أبو ياسر العيساوي") (1978 - 28 يناير 2021)، هو عراقي كان من كبار قادة تنظيم الدولة الإسلامية، شغل منصب "نائب الخليفة"، و"والي العراق". قُتل في غارة عسكرية لقوات الأمن العراقية في وادي الشاي جنوب كركوك.
أعلن رئيس الوزراء العراقي مصطفى الكاظمي عن الضربة العسكرية الناجحة ومقتله بعد عملية استخباراتية بقيادة المخابرات.
إلا أن صحيفة نيويورك تايمز ذكرت أن العيساوي، البالغ من العمر 43 عامًا وأصله من الفلوجة، قد قُتل في غارة جوية أمريكية، بعد أيام من تفجيرات بغداد.